# Gu'live
Gu'live est une émission de télévision française pour la jeunesse, animée par Cindy Féroc, Gaëlle Marie et Kevin Elarbi, et diffusée depuis le 4 septembre 2013 sur Gulli. Le 6 mai 2017, la formule change et l'émission est désormais animée par Joan Faggianelli, entouré d’Anaïs Delva, Gwendal Marimoutou, Gaëlle Marie et Moussier Tombola.
Le 4 septembre 2019, la formule change encore et l'émission se joue en deux équipes de deux et elle est présentée par Joan Faggianelli. Le 9 avril 2021, la formule change encore et l'émission est découpé en 4 parties, dont 2 parties sans invité, 1 partie jeu avec un invité et la dernière partie dédié à un chanteur. Du 6 décembre 2021 au 31 décembre 2021, la formule change encore et l'émission est découpé en 3 parties, dont 1 partie présentation et 2 parties jeux avec des invités.

## Principe de l'émission
Cindy, Kévin et Gaëlle, proposent durant toute l'émission, pleins de  parodies, sketches, caméras cachées et jeux pour enfants qui participent pour gagner des cadeaux. À partir de 2017, la formule change : des dessins animés sont diffusés entre ces séquences présentées désormais par Joan, Gwendal Marimoutou, Anaïs Delva, Gaëlle et Moussier Tombola.
À partir de juillet 2016, Gaëlle Marie, Gwendal Marimoutou, Joan Faggianelli et Kevin Elarbi présentent la version adolescente de l'émission sur YouTube. Gaëlle quittera la version web pour rejoindre la nouvelle version TV de l'émission, diffusée le samedi sur Gulli. Le 30 décembre 2017, Kevin quitte le Gu'live. À partir de juillet 2018, Nina, Joan, Gaëlle et Gwendal présentent le Gu'live sur YouTube, tous les mercredis.

## Diffusion
L'émission est diffusée tous les mercredis à 16 h du 4 septembre 2013 au 9 juillet 2016.
Du 6 mai 2017 au 25 juin 2017, l'émission est diffusée tous les week-ends de 13 h 30 à 15 h 45.
De 2017 à 2019, l’émission est diffusée tous les samedis de 13 h 10 à 15 h 25.
Dès le 4 septembre 2019 au 16 décembre 2020, l'émission est diffusée le mercredi de 13 h 20 à 16 h.
Le 24 décembre 2020 et 31 décembre 2020, l'émission est diffusée le jeudi de 16 h 30 et 20 h 30.
Du 8 janvier 2021 au 2 avril 2021, l'émission est diffusée le vendredi de 16 h 35 à 19 h 30.
Depuis le 9 avril 2021, l'émission est de retour dans une nouvelle formule, toujours diffusé le vendredi mais de 17 h 10 à 19 h.
Tous les vacances, depuis le 6 décembre 2021, l’émission est diffusée du lundi au jeudi de 17 h 10 à 18 h 30 et le vendredi de 17 h 10 à 19 h.

## Identité visuelle

Logo de 2017 à 2021
Logo depuis le 9 avril 2021

## Audiences
(mai 2015).
Gu'live réalise de très bonnes audiences depuis son lancement. La première émission a réuni 22,1 % de part d'audience.
Après quelques émissions, l'audience ne cesse d'augmenter, montant même jusqu'à 28,2 % auprès des 4/10 ans pour l'émission du 29 janvier 2014 et 35,4% toujours auprès des 4/10 ans le 7 janvier 2015 (soit 505 000 téléspectateurs).

## Programmes et séquences diffusés

### Séries et dessins animés

#### Série et dessins animés
- Beyblade Burst Surge (17 h 5-17 h 30)
- Power Rangers : Dino Fury (17 h 35-18 h)
- Bienvenue chez les Casagrandes (18 h 5-18 h 30)
- Bob l'éponge (18 h 30-18 h 55)

### Séquences
- La minute match
- Le maxi défi
- Le live du Gu'live
- Le cap ou pas cap
- Le Défi du Champion

Anciennes séquences
- La Story de Zephyr : pastille humoristique.
- Au milieu de l'émission, deux téléspectateurs s'affrontent dans un jeu dirigée par Joan Faggianelli.
- En fin d'émission, un deuxième jeu est proposé. L'invité joue avec les téléspectateurs afin que ces derniers puissent remporter un cadeau.
- Satine Wallé présente sa chanson des abonnées crée sur YouTube.
- L'interview de Lou
- Total Délire : Les deux premières Saisons sont principalement constitué de parodies suédé de films connus. La saison 3 suit le quotidien loufoque de Kevin Elarbi, Cindy Féroc et Gaëlle Marie.
- Les défis
- Antho fait son show
- Le Jeu d'Elfie

## Primes
Du 19 février au 12 mars 2014 Gulli diffuse "Le Gu'live à la neige." Il s'agit d'une émission qui est tournée en public a la station de Valmorel.
À la fin de la saison 2014-2015 Gulli diffuse "Les meilleurs du Gu'live." il s'agit d'un bêtisier de la 2e saison présenté par Antho de la chronique Antho fait son show
Le Dimanche 13 décembre 2015 Gulli diffuse "Le Gu'live se déchaine" il s'agit d'une émission spéciale qui dure 1h et qui est remplie de sketches et de parodies avec les  Fréro Delavega, Issa Doumbia, Keen'V, Brahim Zaibat, Ariane Brodier, Louisy Joseph, Amine (chanteur), Shinny, Maude harcheb, Le Collectif Métissé, Moussier Tombola, et Lilian Renaud.
En 2018-2019 est Diffusé "Le gu'live en fait toute une Montagne." il s'agit se mini épisodes de 4 minutes avec Joan, Anaïs, Gaëlle, Moussier, Gwendal, Adam